# ヨハンス・ブレンステッド
ヨハンス・ブレンステッド（Johannes Nicolaus Brønsted、1879年2月22日 - 1947年12月17日）はデンマークの化学者である。
1908年にコペンハーゲン大学で化学工学の学位を取得し、コペンハーゲン大学の無機化学、物理化学の教授になった。
1906年に親和性に関する最初の論文を発表した。1923年イギリスの科学者マーチン・ローリーと同時期に酸と塩基の反応に関してプロトンの授受によって定義した。同じ年、アメリカのギルバート・ルイスは電子対の授受による定義をおこなった。
触媒の研究でも業績をあげた。
第二次世界大戦中はナチスに反対したので、1947年に国会議員に選ばれたが、その直後に病死した。